# Lamar (Carolina do Sul)
Lamar é uma cidade  localizada no estado norte-americano de Carolina do Sul, no Condado de Darlington.

## Demografia
Segundo o censo norte-americano de 2000, a sua população era de 1015 habitantes.
Em 2006, foi estimada uma população de 1003, um decréscimo de 12 (-1.2%).

## Geografia
De acordo com o United States Census Bureau tem uma área de
3,0 km², dos quais 3,0 km² cobertos por terra e 0,0 km² cobertos por água. Lamar localiza-se a aproximadamente 55 m acima do nível do mar.

## Localidades na vizinhança
O diagrama seguinte representa as localidades num raio de 24 km ao redor de Lamar.